# 보니 레잇
보니 레잇(Bonnie Raitt, 1949년 11월 8일~)은 미국의 싱어송라이터이자 사회운동가이다.
그래미상 10회 및 16회 노미네이트 등의 수상 경력이 있으며, 1992년에 버클리 음악 대학에서 명예 박사 학위를 받았다. 2000년 로큰롤 명예의 전당에 헌액되었다.

## 음반 목록
- Bonnie Raitt (1971)
- Give It Up (1972)
- Takin' My Time (1973)
- Streetlights (1974)
- Home Plate (1975)
- Sweet Forgiveness (1977)
- The Glow (1979)
- Green Light (1982)
- Nine Lives] (1986)
- Nick of Time (1989)
- Luck of the Draw (1991)
- Longing in Their Hearts (1994)
- Fundamental (1998)
- Silver Lining (2002)
- Souls Alike (2005)
- Slipstream (2012)
- Dig In Deep (2016)
- Just Like That... (2022)